# Nikollë Kaçorri
Nikollë Kaçorri (ur. 21 lutego 1862 we wsi Krej të Lurës – zm. 29 maja 1917 w Wiedniu) – albański polityk i działacz narodowy, ksiądz katolicki.

## Życiorys
Pochodził z rodziny wielowyznaniowej (ojciec był katolikiem, matka muzułmanką). Uczył się w seminarium katolickim w Troshanie k. Lezhy, po czym wyjechał do Rzymu na studia teologiczne. Studia kontynuował w Zurychu. Po ich ukończeniu w 1884 przyjął święcenia kapłańskie i rozpoczął pracę duszpasterską w parafii Delbnisht. W 1894 objął funkcję proboszcza w parafii katolickiej w Durrësie. Jednocześnie uczył dzieci w miejscowej szkole podstawowej. W marcu-kwietniu 1900 z upoważnienia abp Primo Bianchiego prowadził rozmowy z archimandrytą Germanosem, przedstawicielem 20 rodzin greckich z Elbasanu, którzy zdecydowali się stworzyć kościół unicki w tym mieście.
W 1905 związał się z albańskim ruchem narodowym (towarzystwo Bashkimi), był jednym z organizatorów powstania antyosmańskiego w rejonie Kruji. Ukrywał broń, należącą do powstańców, co doprowadziło do jego aresztowania przez władze osmańskie i skazania na karę więzienia. Po uwolnieniu działał w organizacji Vllaznia (Bractwo), a następnie w Bashkimi (Zjednoczenie), w Durrësie. W 1908 został wybrany delegatem z Durrësu na kongres narodowy do Monastiru i tam miał okazję poznać najbardziej aktywnych działaczy albańskich - Luigji Gurakuqiego i Ndre Mjedę. 18 czerwca 1910 został ponownie aresztowany przez władze osmańskie i uwolniony w marcu 1911.
W listopadzie 1912 ukrywał Ismaila Qemala, kiedy ten przyjechał do kraju, aby doprowadzić do ogłoszenia Deklaracji Niepodległości. 12 listopada był jednym z autorów listu wysłanego z Durrësu do władcy Austro-Węgier Franciszka Józefa I z prośbą o wsparcie dla niepodległościowych działań Albańczyków. W czasie, kiedy ogłaszano Deklarację (28 listopada 1912) przebywał we Wlorze jako przedstawiciel arcybiskupa Primo Bianchiego. W pierwszym rządzie albańskim, powstałym we Wlorze objął stanowisko wicepremiera - funkcję tę pełnił do 30 marca 1913.
Ukarany przez władze kościelne za działalność polityczną ostatnie lata swojego życia Kaçorri spędził poza ojczystym krajem. Zmarł na chorobę nowotworową płuc w Wiedniu, dokąd udał się na leczenie. 1 czerwca 1917 został pochowany na wiedeńskim Cmentarzu Centralnym. 9 lutego 2011 jego doczesne szczątki przeniesiono z Wiednia do Durrësu, gdzie zostały pochowane w kościele św. Łucji.

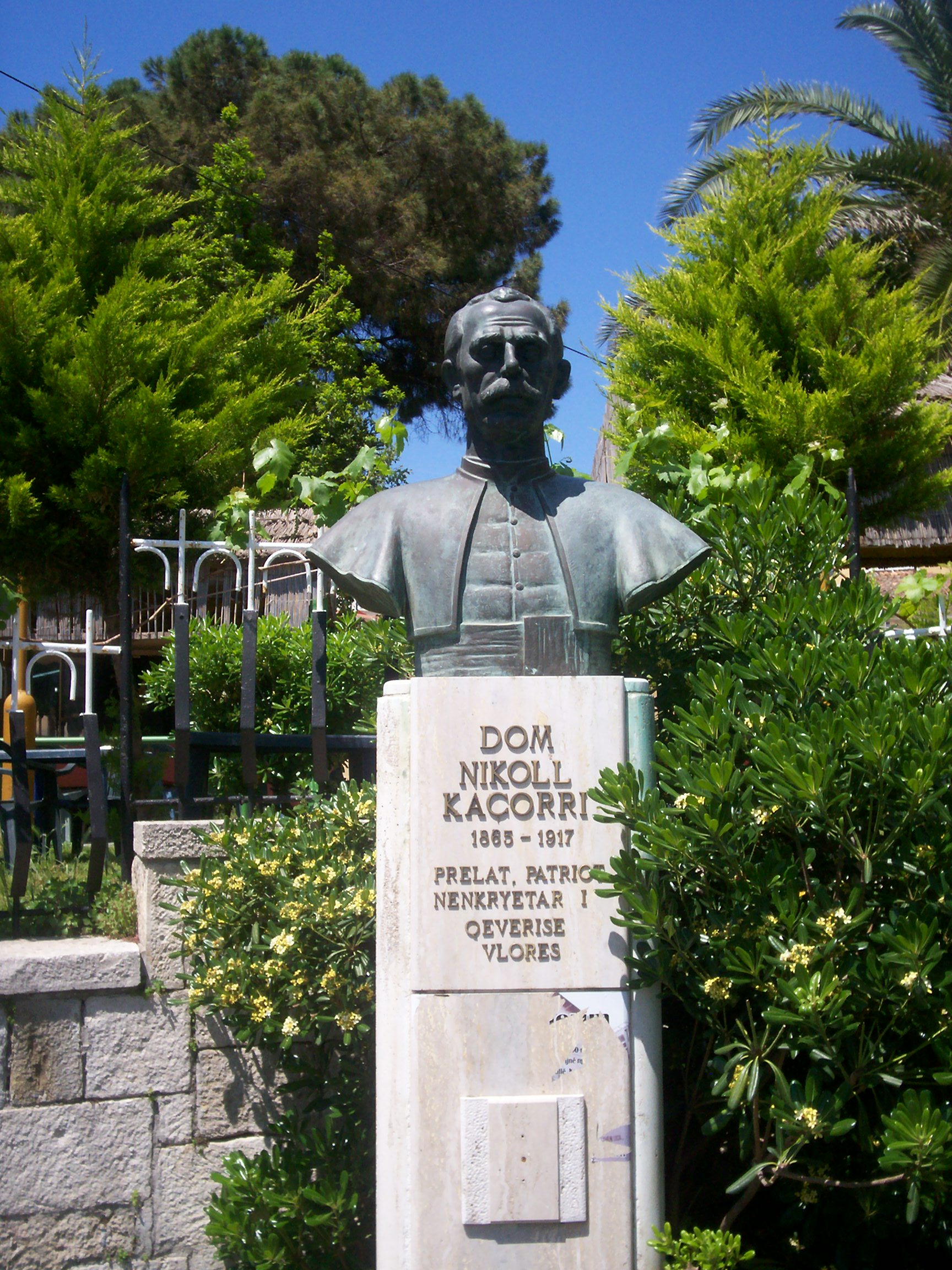
Pomnik Nikollë Kaçorriego w Durrësie

Imię Kaçorriego nosi jedna z ulic w tirańskiej dzielnicy Ura, a także szkoły w Tiranie i w Durrësie. Popiersie Kaçorriego zostało odsłonięte w 2012 w Peshkopii.